# Hadena dima
Hadena dima là một loài bướm đêm trong họ Noctuidae.